# Grb Ujedinjenih Arapskih Emirata
Grb Ujedinjenih Arapskih Emirata je službeno usvojen 2008. Sličan je grbovima ostalih arapskih zemalja. Sastoji se od zlatnog sokola na čijim se prsima nalazi disk unutar kojeg je zastava Ujedinjenih Arapskih Emirata. Disk je okružen lancem. Sokol u kandžama drži traku s nazivom zemlje na arapskom.

## Također pogledajte
- Zastava Ujedinjenih Arapskih Emirata